# Schistorhynx
Schistorhynx är ett släkte av fjärilar. Schistorhynx ingår i familjen nattflyn.
Kladogram enligt Catalogue of Life:
| Schistorhynx | \| \| Schistorhynx argentistriga \| \| \| \| \| \| Schistorhynx lobata \| \| \| \| \| \| Schistorhynx unistriga \| \| \| \| |
|              | \| \| Schistorhynx argentistriga \| \| \| \| \| \| Schistorhynx lobata \| \| \| \| \| \| Schistorhynx unistriga \| \| \| \| |
|              | Schistorhynx argentistriga                                                                                                  |
|              | |
|              | Schistorhynx lobata |
|              | |
|              | Schistorhynx unistriga |
|              | |